# Nederlands Dans Theater
Nederlands Dans Theater är ett kompani för modern dans i Haag i Nederländerna. Kompaniet bildades 1959 av den amerikanske koreografen Benjamin Harkarvy. Mellan 1976 och 2004 leddes kompaniet av tjecken Jiří Kylián, som räknas till de främsta förnyarna inom den moderna dansen. Kyliáns koreografier har även gestaltats av bl.a. Cullbergbaletten i Sverige.